# Las Gniotek

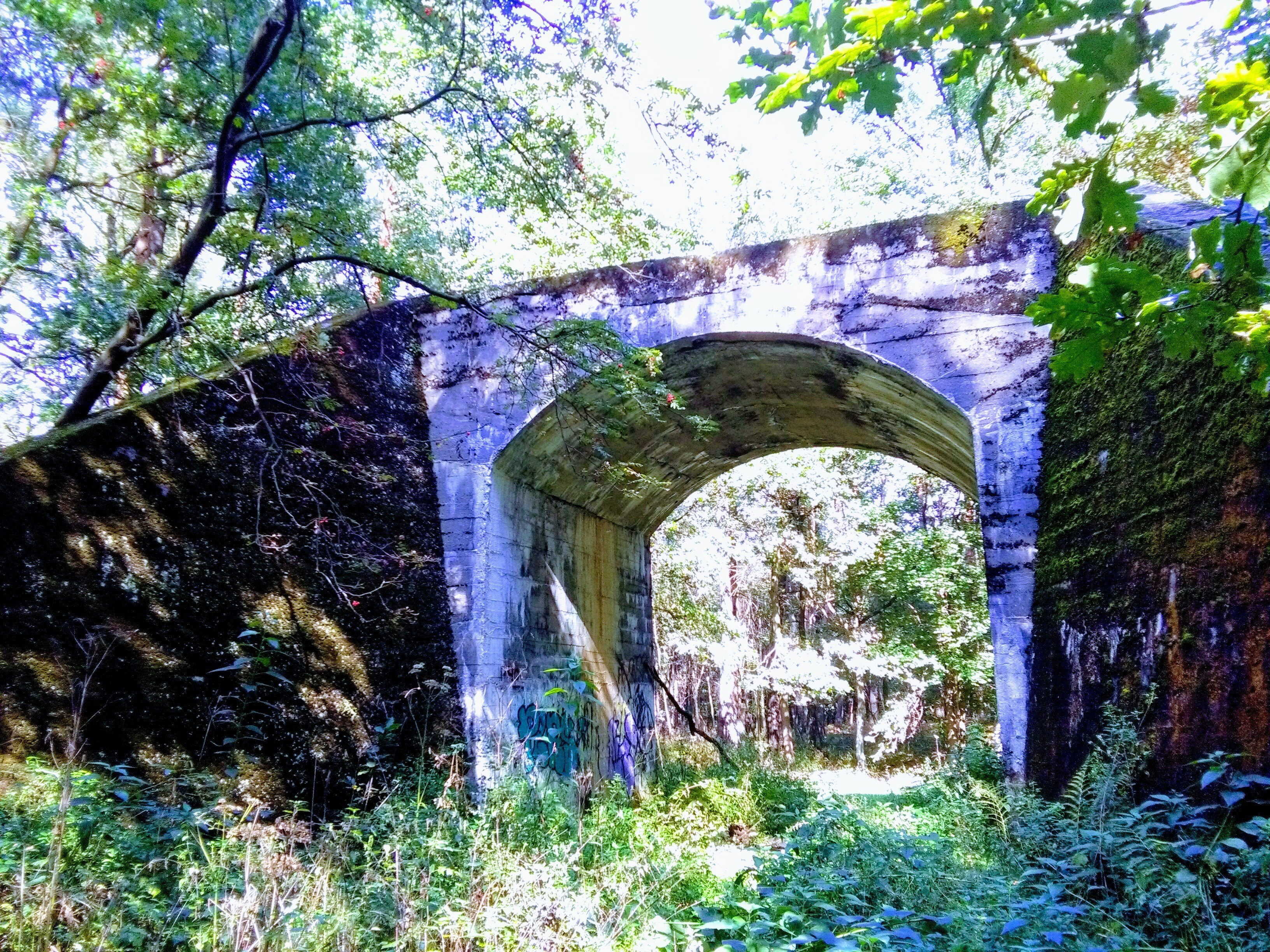
Most Cygański w lesie Gniotek

Las Gniotek – remiza leśna o charakterze węzła o powierzchni 159,5 ha w Katowicach w dzielnicy Podlesie i w Mikołowie, przy granicy z Tychami.

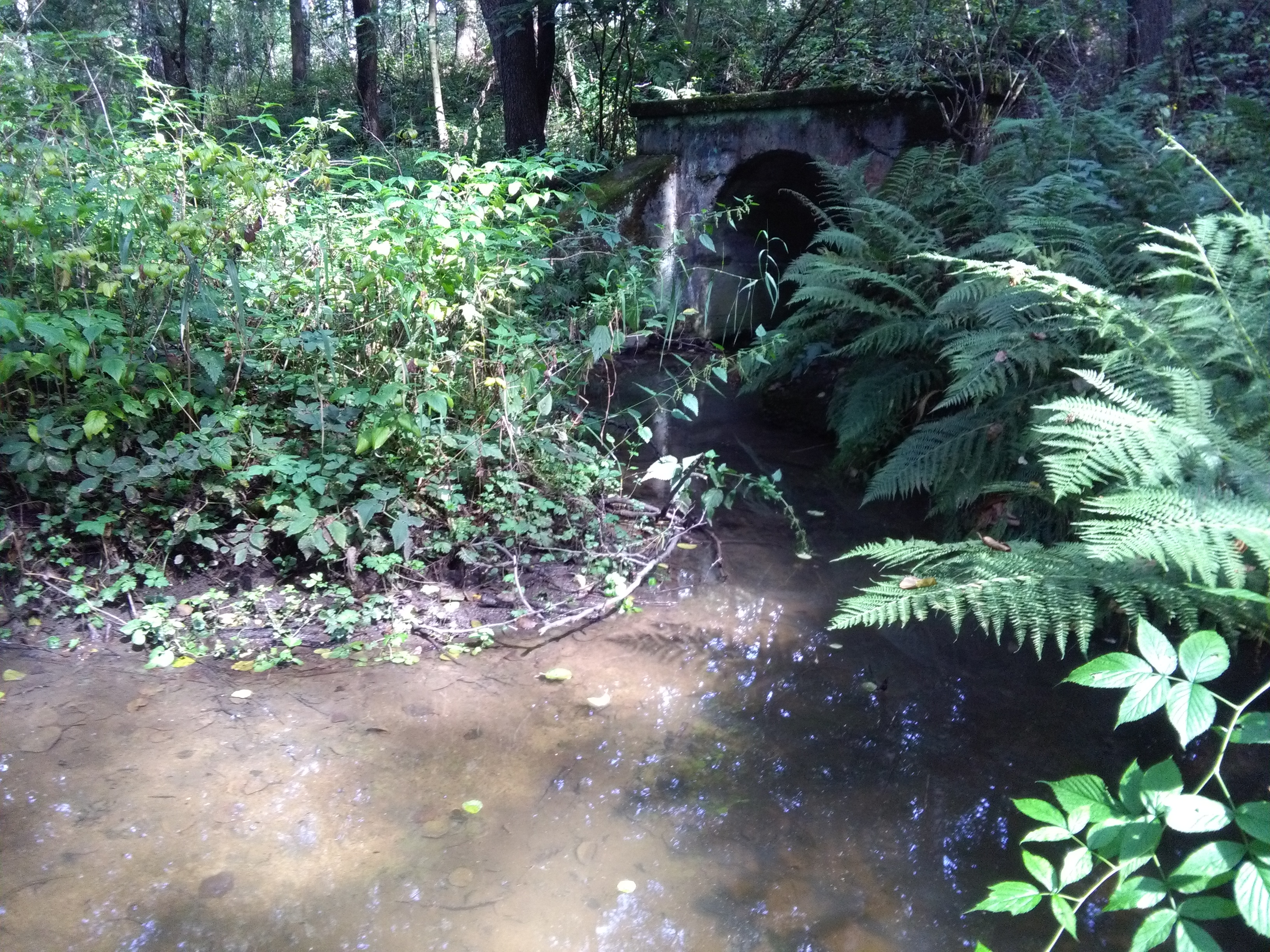
Bielawka w lesie Gniotek

Las Gniotek stanowi łącznik pomiędzy kompleksami Lasów Murckowskich, Lasów Pszczyńskich i Lasów Panewnickich. Znajdziemy w nim głównie siedliska borowe i wilgotne z młodym drzewostanem, w którym dominują sosna zwyczajna i brzoza brodawkowata. Na terenie Lasu Gniotek występuje kilka rzadkich i chronionych gatunków roślin. Jest to także ostoja zwierzyny płowej i wielu gatunków ptaków leśnych. Na północnym przedpolu lasu leżą kompleksy gruntów ornych. W ramach ESOCh planowane było utworzenie na tym obszarze użytku ekologicznego.
Przez las płyną potok Mąkołowiec oraz Bielawka. Przebiega przezeń Szlak Historii Górnictwa Górnośląskiego.